# Barszczyce
Barszczyce (lit. Barstyčiai, w okresie od XVIII do XIX wieku Jagminopol) – miasteczko na Litwie, położone w okręgu kłajpedzkim, w rejonie szkudzkim. Liczy 528 mieszkańców (2011). W pobliskiej wsi Puokė znajduje się duży głaz narzutowy, czasem łączony z Barszczycami (lit. Barstyčių akmuo).

## Historia
Pierwsze wzmianki pochodzą z 1588. Do 1866 własność Przeciszewskich, następnie Roemerów. Wcześniej Barszczyce należały do Jagminów i były zwane Jagminopolem.